# زوي جارمان
زوي آن جارمان (مواليد 1983) هي ممثلة أمريكية وكوميدية وكاتبة إتهرت بدورها في ذا ميندي بروجيكت.

## Early life
ترعرت جارمان في ناشفيل، تينيسي.

## الأعمال
| السنة      | العنوان            | الدور                       | ملاحظات                                                                      |
| ---------- | ------------------ | --------------------------- | ---------------------------------------------------------------------------- |
| 2008       | Greek              | Tour Guide / The Tour Guide | 3 حلقات                                                                      |
| 2010       | Huge               | Poppy                       | 10 حلقات                                                                     |
| 2010       | المكتب             | كاربا                       | حلقة: "Christening"                                                          |
| 2012       | العائلة الحديثة    | ليندسي                      | حلقة: "Egg Drop"                                                             |
| 2012–2014  | ذا ميندي بروجيكت   | بيتسي بوتش                  | 41 حلقة                                                                      |
| 2013, 2014 | The Birthday Boys  | كيت\جولي                    | 2 حلقة                                                                       |
| 2015       | Comedy Bang! Bang! | Ophelia Sad                 | حلقة: "Brie Larson Wears a Billowy Long-Sleeve Shirt and White Saddle Shoes" |
| 2016       | مدمني العمل        | زوي                         | حلقة: "Death Of A Salesdude"                                                 |

| السنة | العنوان                               | الدور         | ملاحظات   |
| ----- | ------------------------------------- | ------------- | --------- |
| 2009  | He's Just Not That Into You           | Sorority Girl |           |
| 2013  | The Mindy Project: The Morgan Project | Betsy Putch   | فيلم قصير |
| 2014  | Possibilia                            | Pollie        | فيلم قصير |
| 2015  | Beta                                  | Dr. Flicker   | فيلم قصير |
| 2016  | The Fun Company                       | Amanda        | فيلم قصير |
| 2017  | The Sub                               | Mae Zalinski  | فيلم قصير |

## وصلات خارجية
- زوي جارمان على موقع IMDb (الإنجليزية)
- زوي جارمان على موقع ألو سيني (الفرنسية)
- زوي جارمان على موقع قاعدة بيانات الفيلم (الإنجليزية)
- Possibilia at Short of the Week